# Damian Papierski
Damian Papierski (26 gennaio 2000) è un ciclista su strada, pistard e ciclocrossista polacco che corre per il Voster ATS Team.

## Palmarès

### Strada
- 2018 (Juniores)

Campionati polacchi, Prova a cronometro Junior
- 2022 (Voster ATS Team, due vittorie)

Campionati polacchi, Prova in linea Under-23
1ª tappa Gemenc Grand Prix (Paks > Szekszárd)

#### Altri successi
- 2018 (Juniores)

Classifica sprint Cottbuser Juniors
- 2022 (Voster ATS Team)

Classifica giovani Gemenc Grand Prix

### Pista
- 2018

Campionati europei, Inseguimento a squadre Junior (con Kacper Walkowiak, Wiktor Richter e Michał Gałka)

## Piazzamenti

### Competizioni mondiali
- Campionati del mondo su pista

Montichiari 2017 - Chilometro a cronometro Junior: 13º
Aigle 2018 - Inseguimento a squadre Junior: 14º
Aigle 2018 - Omnium Junior: 5º
Aigle 2018 - Americana Junior: 19º
- Campionati del mondo su strada

Bergen 2017 - Cronometro Junior: 31º
Innsbruck 2018 - Cronometro Junior: 43º
Fiandre 2021 - Staffetta: 10º

### Competizioni europee
- Campionati europei su pista

Anadia 2017 - Inseguimento a squadre Junior: 4º
Anadia 2017 - Omnium Junior: 5º
Anadia 2017 - Americana Junior: 11º
Aigle 2018 - Inseguimento a squadre Junior: vincitore
Aigle 2018 - Corsa a punti Junior: 12º
Aigle 2018 - Americana Junior: 3º
- Campionati europei su strada

Brno 2018 - Cronometro Junior: 10º
Zlín 2018 - In linea Junior: ritirato
Alkmaar 2019 - Cronometro Under-23: 28º
Alkmaar 2019 - In linea Under-23: 40º
Plouay 2020 - Cronometro Under-23: 28º
Plouay 2020 - In linea Under-23: 66º
Trento 2021 - Staffetta: 8º
Trento 2021 - Cronometro Under-23: 34º
Trento 2021 - In linea Under-23: ritirato
Anadia 2022 - In linea Under-23: ritirato